# Ambrose Cowley

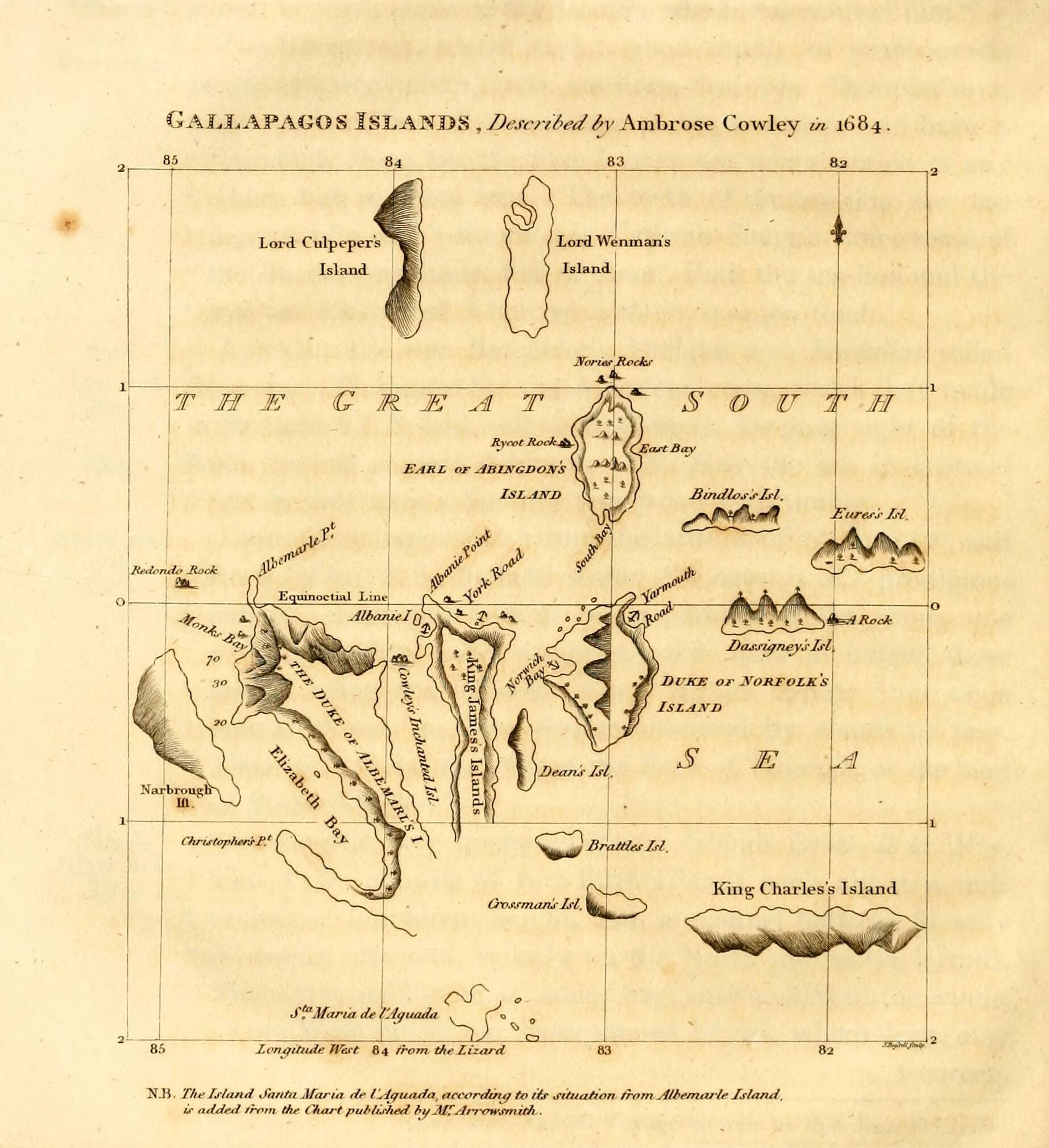
Carte des îles Galápagos par Cowley (1684)

William Ambrose Cowley est un pirate anglais du XVIIe siècle. 

## Biographie

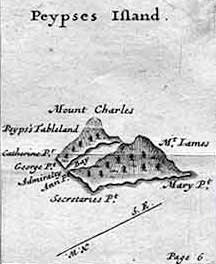
Description de l'île dans le journal de bord de William Ambrose Cowley en 1684

Boucanier, il est le premier à explorer avec précision les îles Galápagos dont il publie une carte en 1684. Il signale aussi dans son journal la découverte de l'île Pepys au nord des îles Falkland, découverte fictive qui sera à l'origine de plusieurs expéditions de recherche. 